# 沈顺清
沈顺清（1964年9月—），中国物理学家，香港大学物理系教授，复旦大学理论物理博士，专业为凝聚态理论，主要研究拓扑绝缘体等领域。

## 生平
1982年自湖北省黄石二中毕业，考入复旦大学物理系。1986年获理学学士，随后继续在复旦大学攻读研究生，1989年获硕士学位，1992年获得博士学位。研究生阶段他的导师是陶瑞宝教授，他的博士论文标题是《关于分数统计和任意子理论的研究》。离开复旦大学之后，沈顺清1992年至1995年间在中国高等科学技术中心做博士后。1995年他前往德国德累斯顿马克斯·普朗克复杂系统物理研究所以洪堡学者身份从事研究至1997年。1997年，他前往日本，担任日本学术振兴会研究员，并在日本东京工业大学物理系从事研究。1997年11月，沈顺清加盟香港大学物理学系，历任研究员、助理教授和副教授。他自2007年7月起担任正教授。2010年，沈顺清获得裘槎优秀科研者奖。
沈顺清早年研究高温超导体、量子霍耳效应、巨磁阻效应等。后来他与合作者共同发现了共振自旋霍尔效应。此外，他还提出了拓扑安德森绝缘体。2012年他出版了英文专著《拓扑绝缘体》（Topological Insulators）。